# Michaël Maria
Michaël Madionis Mateo Maria (ur. 31 stycznia 1995 w Kerkrade) – holenderski piłkarz z Curaçao występujący najczęściej na pozycji pomocnika w reprezentacji Curaçao i Adelaide United.
W reprezentacji Curaçao Maria po raz pierwszy został powołany przez Patricka Kluiverta i zadebiutował 27 marca 2015 w meczu z reprezentacją Montserratu. Znalazł się w kadrze drużyny na Puchar Karaibów 2017, w którym Curaçao zostało mistrzem. Maria wszystkie mecze spędził na ławce rezerwowych.